# Oksbøl Station
Oksbøl Station er en dansk jernbanestation i stationsbyen Oksbøl i Vestjylland. Stationen ligger på Vestbanen mellem Varde og Nørre Nebel, der drives af Arriva. Indtil 25. juni 2023 kørte buslinje 140 til Blåvand. Denne bus kører nu kun til Oksbøl Kaserne.  
Under 2. Verdenskrig var der spor fra Oksbøl til Tirpitz-stillingen ved Blåvand. Sporene er nu fjernet. 
Stationsbygningen er tegnet af Heinrich Wenck, der også har tegnet de øvrige stationsbygninger på Vestbanen. 